# Carelià
El carelià és una llengua finoúgrica parlada entre els territoris russos de la república de Carèlia i finesos del nord. S'escriu amb l'alfabet llatí i està documentat des de l'edat mitjana. Es parla a la república de Carèlia i als territoris de Tver i Novgorod. De les 130.929 persones que es van declarar carelians a l'últim cens de l'any 1989, 65.542 (50,1%) tenien el carelià com a llengua materna, altres 17.742 (13,5%) el parlaven com a segona llengua. Va ser una república que va atreure molts immigrants russos. Els carelians formen un 10% de la població total i gairebe tots són bilingües i fan servir el rus com a llengua oficial. Durant l'època soviètica es van enderrocar molts pobles carelians, i el carelià en la propaganda russa va ser presentat com una llengua «feixista» per mor de la Guerra d'Hivern (1939). Actualment la llengua està en retrocés. Fins al principi del segle xx era vista com un dialecte del finès però ara se l'accepta àmpliament com a llengua independent.

## Dialectes
Es pot dividir en tres dialectes principals (amb una gran varietat subdialectal), basats la llengua estàndard actual:
- Carelià septentrional
- Livvi o carelià d'Olonets (Aunus), més influït pel rus.

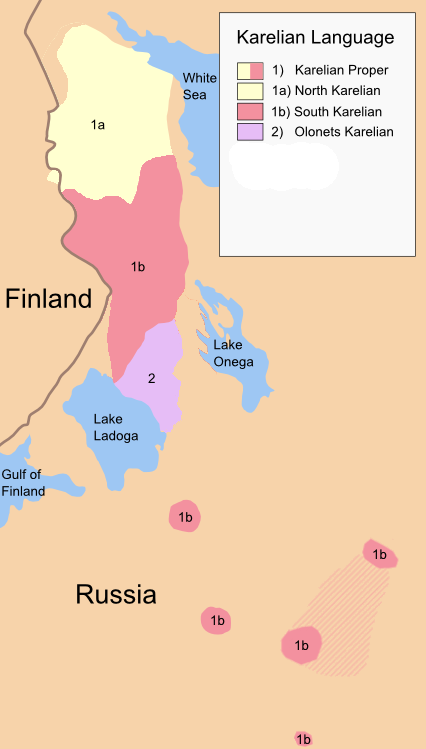
Mapa dels dialectes carelians

- Ludi

## Característiques
La llengua és molt similar al finès, i es caracteritza per:
- l'africada č en tots els dialectes
- Presència en l'inventari fonètic en carelià meridional de les sonores b, d, g.
- les fricatives š i ž en una gran quantitat de dialectes
- Presència d'harmonia vocàlica, oposició entre (algunes) vocals curtes i llargues i graduació consonàntica, com en la majoria de llengües baltofineses.
- Sistema morfològic aglutinatiu, i la derivació es fa mitjançant sufixos, com en la majoria de llengües uralianes.

## Situació actual
Des del 1988 s'ha reintroduït l'ensenyament en carelià a les zones rurals, en una nova forma que empra l'alfabet llatí (com el finès) en primer i tercer grau. Al 2000 hi havia 52 escoles a zones rurals i urbanes que ofereixen classes de carelià de manera opcional, com a algunes llars d'infants. El 1994 es va oficialitzar el seu ús a l'educació, ampliada el 1995 a finesos i vepses de la República de Carèlia, però no es va començar a aplicar fins al 1996. La producció literària (majoritàriament poesia) és minsa, i algunes emissores de ràdio n'ofereixen alguns programes, així com tres diaris i una revista infantil i uns noticiaris televisius de cops dos per setmana. Els carelians d'Olonets editen el diari Oma Mua (Terra Nadiua).